# Styckmord
Styckmord är en typ av mord där mördare styckar upp liket i delar, för att försvåra identifiering, för att lättare kunna gömma undan eller transportera det, eller på grund av en psykisk störning hos gärningsmannen.
Defensiv styckning innebär att den döda kroppen styckas för att få den i transporterbart skick eller för att undgå upptäckt. Offensiv styckning sker vanligtvis vid lustmord, då mördaren kan ha ett särskilt intresse för könsorgan och bröst.

## Exempel på styckmord
- Elizabeth Short (1947)
- Styckmordet i Bagarmossen (1954)
- Koffertmordet i Göteborg (1969)
- Kannibalmordet i Malmö (1979)
- Da Costa-fallet (1984)
- Styckmordet på Gabriel Kisch (1998)
- Dubbelmordet på Hovs Hallar (2007)
- Styckmordet i Halmstad (2002)
- Styckmordet i Boden (2013)
- Styckmordet i Askersund (2014)
- Mordet på Kim Wall (2017)